# سويدان جزيرة (دير الزور)
سويدان جزيرة قرية سورية تتبع ناحية ذيبان في منطقة الميادين في محافظة دير الزور. بلغ عدد سكانها 5947 نسمة في عام 2004 حسب إحصاء المكتب المركزي للإحصاء.